# West Point, Nebraska
West Point är administrativ huvudort i Cuming County i Nebraska. Orten planlades år 1857 och hette ursprungligen Philadelphia.

## Kända personer från West Point
- Martin E. Marty, religionsforskare
- Tim Walz, politiker